# Galata (cartier din Chișinău)
Galata este un cartier din sectorul Botanica, municipiul Chișinău, R. Moldova. Acesta este situat lângă Aeroportul Internațional Chișinău, în dreapta Bâcului, în partea de sud a orașului. Cartierul este populat în mare parte de către lucrătorii flotei aeriene civile (aviatori, funcționari, tehnicieni etc.)

## Istoric
Cartierul ia ființă în anii 1960–70 ai secolului trecut, odată cu darea în exploatare a actualului aeroport (1960). Autoritățile sovietice îl denumiau Poliot (adică „Zbor”). Din 1992 poartă numele comemorativ Galata, referindu-se la legătura istorică dintre locul de așezare a cartierului și Mănăstirea Galata din Iași; lucru datorat faptului că în secolele XVIII – începutul celui de-al XIX-lea, pământurile din preajma Chișinăului (precum și a suburbiilor Muncești și Schinoasa) aparțineau mănăstirilor Galata și Sf. Vineri.

## Legături externe
- Cartierul Galata/Aeroport pe wikimapia.org
- Chișinău, etapele devenirii urbane (1436 - 1812) Arhivat în 18 martie 2015, la Wayback Machine. pe Istoria.md